# Gravartjärnen (Arvidsjaurs socken, Lappland, 725547-165323)
Gravartjärnen är en sjö i Arvidsjaurs kommun i Lappland och ingår i Skellefteälvens huvudavrinningsområde.